# دیوید ال. موریل
دیوید لاورنس موریل (به انگلیسی: David Lawrence Morril) سناتور سابق عضو حزب دموکرات-جمهوری‌خواه بود. وی در سال ۱۸۱۷ تا ۱۸۲۳ میلادی سناتور ایالت نیوهمپشایر در سنای ایالات متحده آمریکا بود.